# 修陟县
修陟县，中华民国大陆时期旧县名。
太行抗日根据地设。1945年初由河南省修武、武陟两县析置。治所在小董（今武陟县小董乡）。以两县首字为名。同年9月撤销，仍归各县。